# Beredskapslitteratur
Beredskapslitteratur var en litteratur som skrevs i Sverige under andra världskriget. Beredskapslitteraturen kännetecknades av idealistisk patriotism och  humanistiskt patos i företrädesvis traditionella och okomplicerade uttrycksformer.  Beredskapslitteraturen skrevs huvudsakligen av äldre, redan etablerade författare. Den kritiserades av yngre författare och litteraturkritiker och hamnade senare i skuggan av den mer existentiella och konstnärliga fyrtiotalismen. Till de få konstnärligt betydande verken inom beredskapslitteratur räknas Eyvind Johnsons Krilontrilogin (1941-1943), Vilhelm Mobergs Rid i natt! (1941) och Hjalmar Gullbergs Fem kornbröd och två fiskar (1942).